# Lepus peguensis
Lepus peguensis (Заєць бірманський) — вид ссавців ряду Зайцеподібні.

## Поширення
Країни проживання: Камбоджа, Лаос, М'янма, Таїланд, В'єтнам. Знайдений до висоти 1200 метрів. Надає перевагу відкритим лісам, чагарниковим областям на рівнинах з високою травою.

## Поведінка
Веде сутінковий і нічний спосіб життя. Поживою є трави, кора і гілки.
Період вагітності становить від 35 до 40 днів. Може мати кілька приплодів на рік. У виводку від 1 до 7 дитинчат. Оцінка тривалості життя: близько шести років.

## Морфологічні ознаки
Розмір тіла становить 36-50 см з вагою від 2 до 2,5 кг.